# Lacey D. Caskey
Lacey Davis Caskey (* 22. Oktober 1880 in Honesdale, Pennsylvania; † 20. Mai 1944 in Wellesley, Massachusetts) war ein amerikanischer Klassischer Archäologe.
Lacey Caskey war der Sohn des Geistlichen Taliaferro F. Caskey, der in Dresden als Kaplan tätig war. Dort wuchs er von 1882 bis 1897 auf und besuchte die englische Schule. Er studierte Altertumswissenschaften an der Yale University (B.A. 1901). Anschließend wurde er Stipendiat der American School of Classical Studies at Athens.
1904/05 lehrte er kurzzeitig als Instructor Griechisch und Latein an der Yale University und war von 1905 bis 1908 als Sekretär der American School of Classical Studies wieder in Athen tätig.
Er beschäftigte sich vor allem mit griechischer Architektur und Architekturinschriften. So arbeitete er etwa an einem Wörterbuch zu griechischen Architekturbegriffen, das jedoch nicht vollendet wurde. Gemeinsam mit Heinrich Lattermann gewann er die Preisaufgabe der Lamey-Stiftung der Universität Straßburg, die Bauinschriften des Erechtheions kritisch zu würdigen. 1912 wurde er an der Yale University mit einer Arbeit zu diesen Inschriften promoviert.
1908 kehrte er in die USA zurück und wurde Assistenzkurator an der Antikenabteilung des Museums of Fine Arts in Boston unter Arthur Fairbanks. Von 1912 bis zu seinem Tode 1944 war er Leiter der Abteilung. Am Museum in Boston bestand seine Hauptaufgabe in der Bearbeitung und Publikation der durch die Händler Edward P. Warren (1860–1928) und John Marshall (1862–1928) aufgebauten Antikensammlung des Museums. Von besonderer Bedeutung ist sein gemeinsam mit John D. Beazley bearbeiteter Katalog der attischen Vasen des Museums.
Sein Sohn John L. Caskey (1908–1981) wurde ebenfalls Klassischer Archäologe.

## Schriften (Auswahl)
- Die Baurechnung des Erechtheion für das Jahr 409/8 v. Chr. In: Mitteilungen des Kaiserlich Deutschen Archäologischen Instituts, Athenische Abteilung Bd. 36, 1911, S. 317–343 (= deutsche Fassung der Dissertation).
- Geometry of Greek Vases. Attic vases in the Museum of Fine Arts Analysed According to the Principles of Proportion discovered by Jay Hambidge  (= Museum of Fine Arts, Boston. Communications to the Trustees Bd. 5). Museum of Fine Arts, Boston 1922 Digitalisat.
- Museum of Fine Arts, Boston. Catalogue of Greek and Roman Sculpture. Harvard University Press, Cambridge, Mass. 1925.
- u. a.: The Erechtheum. Measured, drawn and restored  by Gorham P. Stevens. Text by Lacey Davis Caskey, Harold North Fowler, James Morton Paton, Gorham Philipps Stevens, edited by James Morton Paton. Text- und Tafelband. Harvard University Press, Cambridge, Mass. 1927.
- mit John D. Beazley: Attic Vase Paintings in the Museum of Fine Arts, Boston. 3 Bände. Museum of Fine Arts, Boston/Oxford University Press, London 1931; 1954; 1963 (Digitalisat).